# Проприано
Проприано (фр. Propriano, корс. Prupià) — коммуна во Франции, находится в регионе Корсика. Департамент коммуны — Южная Корсика. Входит в состав кантона Ольмето. Округ коммуны — Сартен.
Код INSEE коммуны — 2A249.

## Население
Население коммуны на 2008 год составляло 3254 человека.
| 1962 | 1968 | 1975 | 1982 | 1990 | 1999 | 2008 |
| ---- | ---- | ---- | ---- | ---- | ---- | ---- |
| 1530 | 1846 | 2950 | 3098 | 3217 | 3166 | 3254 |

## Экономика

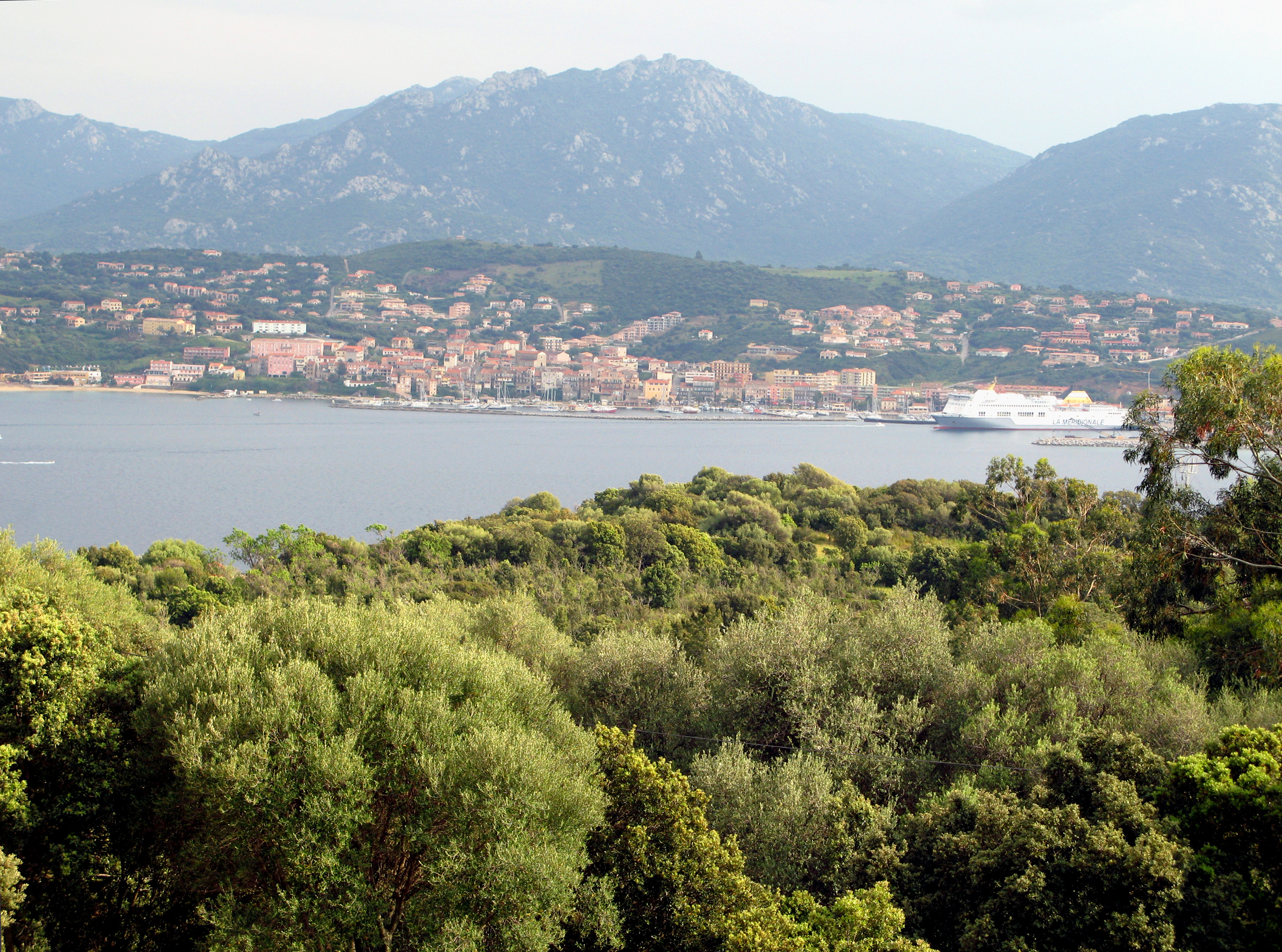
Проприано

В 2007 году среди 2049 человек в трудоспособном возрасте (15—64 лет) 1425 были экономически активными, 624 — неактивными (показатель активности — 69,5 %, в 1999 году было 60,4 %). Из 1425 активных работали 1207 человек (717 мужчин и 490 женщин), безработных было 218 (87 мужчин и 131 женщина). Среди 624 неактивных 129 человек были учениками или студентами, 157 — пенсионерами, 338 были неактивными по другим причинам.
В 2008 году в коммуне насчитывалось 1367 домохозяйств, в которых проживали 3254 человека, медиана доходов составляла 12 413 евро на одного человека.